# Армавирская улица (Москва)
Армави́рская у́лица (до 1964 — у́лица Остро́вского) — улица в Юго-Восточном административном округе города Москвы на территории района Люблино. Пролегает между Краснодарской и Совхозной улицами. Нумерация домов начинается от Краснодарской улицы.

## Происхождение названия
Названа 20 мая 1964 года, по городу Армавир Краснодарского края в связи с расположением улицы на юго-востоке Москвы. Прежнее название — улица Островского в бывшем посёлке Люблино. При включении поселка в состав столицы оно оказалось одноимённым уже имеющемуся в Москве. Улица имеет нестандартную для Москвы нумерацию домов чётной (левой) и нечётной (правой) сторон.

## Транспорт
- Станция метро «Люблино».